# Italiaanse Oorlog (1536-1538)
De Italiaanse Oorlog van 1536 tot 1538 was een conflict tussen koning Frans I van Frankrijk en Karel V, koning van Spanje en keizer van het Heilige Roomse Rijk. De inzet was de controle over de gebieden in noord Italië, speciaal in het hertogdom Milaan. Tijdens de oorlog vielen Franse troepen Italië binnen en Spaanse troepen op hun beurt weer Frankrijk. De oorlog eindigde met de Vrede van Nice op 18 juni 1538. Turijn werd door Frankrijk veroverd en bleef na de vrede in Franse handen maar dit had weinig effect op de Franse invloed in Italië. Spanje daarentegen zag haar invloed in Italië toenemen en maakte een einde aan de Italiaanse onafhankelijkheid. De oorlog versterkte de vijandelijke gevoelens tussen Frankrijk en Spanje maar zorgde voor een bondgenootschap tussen Frankrijk en het Ottomaanse Rijk die de zijde van Frans I koos.

## Oorzaken

### Lange termijn
In 1500 maakte Lodewijk XII van Frankrijk afspraken met Ferdinand II van Aragon over de verdeling van het koninkrijk Napels nadat Frederik IV van Napels van de troon verwijderd was. Dit is beschreven in het Verdrag van Grenada.
Deze beslissing werd heftig bekritiseerd door voor die tijd invloedrijke personen als Niccolo Machiavelli en de bevolking van Italië.
Karel V kwam in 1519 op de troon en had een betere reputatie dan zijn grootvader en was tevens keizer van het Heilige Roomse Rijk. De Fransen op hun beurt probeerden hun bezittingen in Italië ook uit te breiden.

### Korte termijn
De oorlog tussen Karel V en Frans I begon met de dood van Francesco II Sforza, hertog van Milaan. De hertog had geen kinderen en overleed na een lange en pijnlijke ziekte in 1535. Doordat hij geen erfgenamen had eindigde de Sforza dynastie. Francesco was getrouwd met Christina van Denemarken, de nicht van Karel V. Karel nam na de dood van Francesco het hertogdom over zonder dat er protesten kwamen van de Milanese bevolking of andere Italiaanse staten. 
Deze gebeurtenissen luide een nieuwe periode in voor Frankrijk. Jean de la Foret werd benoemd als ambassadeur van Frankrijk aan het hof van de Ottomaanse sultan in Istanbul, Het Ottomaanse rijk werd begeerd om zijn macht en grote aanbod aan handelswaar. De la Foret en Frans I sloten een alliantie met de sultan en dit zorgde ervoor dat Frankrijk een sterk leger klaar had staan om gewenste aanvalsdoelen als Marseille en Piemonte aan te vallen vlak bij de Italiaanse staat Genua.

## Verloop
Toen de zoon van Karel, de latere Filips II het hertogdom Milaan erfde viel Frans I Italië binnen. 
Philippe de Chabot, een Franse generaal leidde zijn leger in maart 1536 Piemonte binnen. De volgende maand veroverde hij Turijn maar slaagde er niet in Milaan in te nemen.
Als reactie op deze campagne viel Karel V de Provence binnen en rukte op richting Aix-en-Provence. Karel nam in Augustus 1536 Aix-en-Provence in maar zijn opmars werd tot halt geroepen door het Franse leger dat de wegen richting Marseille blokkeerde. Karel trok zich vervolgens terug naar Spanje in plaats van een aanval te wagen op het zwaar versterkte Avignon. 
Terwijl Karel V bezig was met zijn campagne in Frankrijk verloor hij de controle in Italië. Het Franse leger versterkte zich in Piemonte en startte een mars richting Genua. De alliantie tussen Frankrijk en het Ottomaanse rijk resulteerde in een gecombineerde Frans-Turkse vloot die voor anker lag bij Marseille eind 1536 en een bedreiging voor Genua vormde. Frankrijk plande een gelijktijdige aanval over land en zee op Genua. Doordat Genua, in augustus 1536, tegen de tijd dat het Franse leger arriveerde hun verdedigingswerken versterkt hadden besloten de Fransen de aanval te staken. In plaats hiervan trokken de troepen landinwaarts en konden diverse Piemontse steden innemen. In 1537 plunderde de Turkse admiraal Barbarossa de Italiaanse kust en belegerde het eiland Corfu. Dit leidde echter niet tot voordeel voor de Fransen.
Doordat Keizer Karel geen succes had met zijn campagne en klem zat tussen de legers van Frankrijk enerzijds en het Turkse anderzijds werd er een verdrag overeengekomen tussen de keizer en de koning van Frankrijk. Dit verdrag werd het verdrag van Nice genoemd en gesloten op 18 juni 1538.

## Resultaten
Het verdrag van Nice, getekend op 18 juni 1538 eindigde de oorlog waarbij Frankrijk zeggenschap behield over het pas veroverde Turijn, maar veranderde weinig aan de territoriale grenzen van Italië. Het verdrag was memorabel omdat Karel en Frans weigerden plaats te nemen in dezelfde kamer vanwege de haat naar elkaar. Paus Paul III was gedwongen als onderhandelaar heen en weer te lopen tussen twee kamers om de onderhandelingen vorm te geven. 
De spanning van deze oorlog leidde ertoe dat Karel V overging tot een strijd tegen de Turken en verloor in de slag bij Preveza op 28 september 1538.
Het globale resultaat was dat Spanje Italië nog meer in zijn greep kreeg en de Italiaanse onafhankelijkheid tot een einde kwam. De daaropvolgende eeuwen werd Italië onderdrukt door zowel de Spaanse als de Duitse grootmachten. Ook bewees de oorlog dat Italië niet één staat was maar opereerde als onafhankelijke kleine staatjes met verschillende belangen. Dit maakte de Italiaanse staten in toekomst zeer gevoelig voor aanvallen van buitenaf. 
De latere Italiaanse oorlogen kwamen dan ook voort vanuit deze houding van de staten, specifiek de Italiaanse oorlog van 1542-1546. Italië leidde zwaar onder deze oorlogen omdat de buitenlandse troepen de steden plunderden en het platteland verwoeste.
Deze oorlog zorgde ervoor dat de vijandelijkheden tussen het Spaanse rijk en Frankrijk voortgezet werden met als doel meer controle en invloed over gebieden in de wereld. Ook na de dood van Frans I in 1547 zette zijn opvolger Hendrik II de vijandelijkheden voort tegen het Spaanse rijk van Karel V. De oorlog verzwakte beide grootmachten financieel maar versterkte de alliantie tussen Frankrijk en het Ottomaanse rijk. Deze samenwerking was succesvol te noemen omdat het keizer Karel dwong tot vrede om een twee fronten oorlog te vermijden.
Italiaanse Oorlog (1494-1498) · Italiaanse Oorlog (1499-1504) · Oorlog van de Liga van Kamerijk (1508-1516) · Oorlog van Urbino (1517) · Italiaanse Oorlog (1521-1526) · Oorlog van de Liga van Cognac (1526-1536) · Italiaanse Oorlog (1535-1538) · Italiaanse Oorlog (1542-1546) · Italiaanse Oorlog (1551-1559)